# Associação Brasileira de Festivais Independentes
A Associação Brasileira de Festivais Independentes (ABRAFIN) é a associação brasileira de festivais independentes. Criada em 2005 com a finalidade de potencializar, agregar e promover a troca de informações sobre os festivais de música independente que acontecem em todas as regiões do Brasil. A ABRAFIN chegou a ser fechada em 2012, mas voltou a ativa em 2020. Durante os quase oito anos de sua inatividade, a ABRAFIN foi substituída pela Rede Brasil de Festivais.
A ABRAFIN conta atualmente com mais de trinta festivais credenciados. Por meio de uma associação, os festivais independentes evoluíram profissionalmente de maneira rápida, ganhando força e movimentando bandas, produtores musicais, coletivos, imprensa especializada, produtoras, selos etc.
O presidente da entidade é Fabrício Nobre, também vocalista do grupo goiano MQN, diretor da Monstro Discos e produtor de shows de bandas nacionais e internacionais no Brasil.

## Alguns festivais ligados a ABRAFIN
1. Festival Bananada
2. Boom Bahia
3. Calango
4. Festival Demo Sul
5. Do Sol
6. Eletronika
7. Goiânia Noise
8. Grito Rock
9. Jambolada
10. Festival Mada
11. Porão do Rock
12. Porto Musical
13. Rec Beat
14. Varadouro
15. Festival Quebramar